# Чайний сандвіч
Чайний сандвіч (англ. tea sandwich, також finger sandwich — «пальчиковий сандвіч») — невеликий сандвіч для пообіднього чаювання в британській традиції, покликаний вгамувати голод до основного прийому їжі. Став популярним із другої половини ХІХ століття. Сандвіч має бути компактним, щоб його можна було тримати пальцями та з'їсти за два-три укуси.
Сандвіч із чаєм може мати різні форми: довгий вузький бутерброд, трикутний або невеликий бісквіт. Йому також можна надати інших декоративних форм, вирізати, за допомогою формочки для печива.
Хліб традиційно білий, тонко нарізаний, змащений вершковим маслом. Хлібна кірка повністю зрізається з бутерброда після його приготування, перед подачею на стіл. Сучасні варіації хліба можуть містити пшеничний, пумпернікель, хліб на заквасці або житній хліб. Хліб, що використовується для приготування пальчикових сандвічів, іноді позиціонується як хліб для сандвічів.
Начинки легкі, делікатесні, в залежності від кількості хліба. Намазки можуть включати масло, вершковий сир або суміші на основі майонезу, бутерброди часто містять свіжі овочі, такі як редиска, оливки, огірки, спаржу або крес-салат. Сандвіч з огірком вважається типовим чайним сандвічем. Інші популярні начинки для чайних сандвічів: помідори, сир піменто, шинка з гірчицею, копчений лосось, фруктове варення, курка каррі, рибна паста та яєчний салат.